# Taça das Cidades com Feiras de 1969-70
A 12.ª edição da Taça das Cidades com Feiras foi disputada ao longo da época de 1969/1970. O Arsenal venceu, pela primeira vez, o troféu derrotando os belgas do RSC Anderlecht.

## Primeira Ronda
| Equipa 1                 | Total | Equipa 2              | 1.ª Mão | 2.ª Mão |
| ------------------------ | ----- | --------------------- | ------- | ------- |
| Knattspyrnufélagið Valur | 0-8   | Anderlecht            | 0-6     | 0-2     |
| Jeunesse d'Esch          | 3-6   | Coleraine FC          | 3-2     | 0-4     |
| Dunfermline Athletic     | 4-2   | Girondins de Bordeaux | 4-0     | 0-2     |
| FK Vojvodina             | 1-2   | Gwardia Warszawa      | 0-1     | 1-1     |
| Hvidovre IF              | 1-4   | FC Porto              | 1-2     | 0-2     |
| Dundee United            | 1-3   | Newcastle United      | 1-2     | 0-1     |
| Vitória SC               | 2-1   | Baník Ostrava         | 1-0     | 1-1     |
| Rosenborg Ballklub       | 1-2   | Southampton FC        | 1-0     | 0-2     |
| Vitória FC               | 7-2   | Rapid Bucureşti       | 3-1     | 4-1     |
| Liverpool FC             | 14-0  | Dundalk Football Club | 10-0    | 4-0     |
| UD Las Palmas            | 0-1   | Hertha Berlim         | 0-0     | 0-1     |
| Juventus                 | 5-2   | Lokomotiv Plovdiv     | 3-1     | 2-1     |
| Lausanne Sports          | 2-4   | Győri ETO FC          | 1-2     | 1-2     |
| FC Barcelona             | 6-0   | Boldklubben 1913      | 4-0     | 2-0     |
| Hansa Rostock            | 3-2   | Panionios             | 3-0     | 0-2     |
| Inter Milan              | 4-0   | Sparta Praga          | 3-0     | 1-0     |
| FC Zurich                | 4-5   | Kilmarnock FC         | 3-2     | 1-3     |
| Slavia Sofia             | 3-1   | Valencia CF           | 2-0     | 1-1     |
| TSV 1860 München         | 3-4   | Skeid Fotball         | 2-2     | 1-2     |
| Dinamo Bacău             | 7-0   | Floriana FC           | 6-0     | 1-0     |
| Charleroi                | 5-2   | NK Zagreb             | 2-1     | 3-1     |
| FC Rouen                 | 2-1   | FC Twente             | 2-0     | 0-1     |
| Sporting CP              | 6-2   | LASK Linz             | 4-0     | 2-2     |
| Arsenal                  | 3-1   | Glentoran             | 3-0     | 0-1     |
| Carl Zeiss Jena          | 1-0   | Altay SK              | 1-0     | 0-0     |
| Aris Salonica            | 1-4   | Cagliari Calcio       | 1-1     | 0-3     |
| CE Sabadell              | 3-5   | Club Brugge           | 2-0     | 1-5     |
| Partizan Belgrado        | 2-3   | Újpest                | 2-1     | 0-2     |
| VfB Stuttgart            | 4-1   | Malmö FF              | 3-0     | 1-1     |
| FC Metz                  | 2-3   | SSC Napoli            | 1-1     | 1-2     |
| Hannover 96              | 2-4   | Ajax                  | 2-1     | 0-3     |
| Wiener Sport-Club        | 5-6   | Ruch Chorzów          | 4-2     | 1-4     |

## Segunda Ronda
| Equipa 1             | Total | Equipa 2         | 1.ª Mão | 2.ª Mão |
| -------------------- | ----- | ---------------- | ------- | ------- |
| Anderlecht           | 13-4  | Coleraine FC     | 6-1     | 7-3     |
| Dunfermline Athletic | 3-1   | Gwardia Warszawa | 2-1     | 1-0     |
| FC Porto             | 0-1   | Newcastle United | 0-0     | 0-1     |
| Vitória SC           | 4-8   | Southampton FC   | 3-3     | 1-5     |
| Vitória FC           | 3-3   | Liverpool FC     | 1-0     | 2-3     |
| Hertha Berlim        | 3-1   | Juventus         | 3-1     | 0-0     |
| Győri ETO FC         | 2-5   | FC Barcelona     | 2-3     | 0-2     |
| Hansa Rostock        | 2-4   | Inter Milan      | 2-1     | 0-3     |
| Kilmarnock FC        | 4-3   | Slavia Sofia     | 4-1     | 0-2     |
| Skeid Fotball        | 0-2   | Dinamo Bacău     | 0-0     | 0-2     |
| Charleroi            | 3-3   | FC Rouen         | 3-1     | 0-2     |
| Sporting CP          | 0-3   | Arsenal          | 0-0     | 0-3     |
| Carl Zeiss Jena      | 3-0   | Cagliari Calcio  | 2-0     | 1-0     |
| Club Brugge          | 5-5   | Újpest           | 5-2     | 0-3     |
| VfB Stuttgart        | 0-1   | SSC Napoli       | 0-0     | 0-1     |
| Ajax                 | 9-1   | Ruch Chorzów     | 7-0     | 2-1     |

## Oitavos de Final
| Equipa 1         | Total | Equipa 2             | 1.ª Mão | 2.ª Mão    |
| ---------------- | ----- | -------------------- | ------- | ---------- |
| Anderlecht       | 3-3   | Dunfermline Athletic | 1-0     | 2-3        |
| Newcastle United | 1-1   | Southampton FC       | 0-0     | 1-1        |
| Vitória FC       | 1-2   | Hertha Berlim        | 1-1     | 0-1        |
| FC Barcelona     | 2-3   | Inter Milan          | 1-2     | 1-1        |
| Kilmarnock FC    | 1-3   | Dinamo Bacău         | 1-1     | 0-2        |
| FC Rouen         | 0-1   | Arsenal              | 0-0     | 0-1        |
| Carl Zeiss Jena  | 4-0   | Újpest               | 1-0     | 3-0        |
| SSC Napoli       | 1-4   | Ajax                 | 1-0     | 0-4 (a.p.) |

## Quartos de Final
| Equipa 1        | Total | Equipa 2         | 1.ª Mão | 2.ª Mão |
| --------------- | ----- | ---------------- | ------- | ------- |
| Anderlecht      | 3-3   | Newcastle United | 2-0     | 1-3     |
| Hertha Berlim   | 1-2   | Inter Milan      | 1-0     | 0-2     |
| Dinamo Bacău    | 1-9   | Arsenal          | 0-2     | 1-7     |
| Carl Zeiss Jena | 4-6   | Ajax             | 3-1     | 1-5     |

## Meias Finais
| Equipa 1   | Total | Equipa 2    | 1.ª Mão | 2.ª Mão |
| ---------- | ----- | ----------- | ------- | ------- |
| Anderlecht | 2-1   | Inter Milan | 0-1     | 2-0     |
| Arsenal    | 3-1   | Ajax        | 3-0     | 0-1     |

## Final
| Equipa 1   | Total | Equipa 2 | 1.ª Mão | 2.ª Mão |
| ---------- | ----- | -------- | ------- | ------- |
| Anderlecht | 3-4   | Arsenal  | 3-1     | 0-3     |